# Scotophaeus relegatus
Scotophaeus relegatus är en spindelart som beskrevs av William Frederick Purcell 1907. Scotophaeus relegatus ingår i släktet Scotophaeus och familjen plattbuksspindlar. Inga underarter finns listade i Catalogue of Life.